# Florânia
Florânia é um município no estado do Rio Grande do Norte (Brasil). De acordo com o IBGE (Instituto Brasileiro de Geografia e Estatística), no ano de 2024 sua população estimada foi de 10.528 habitantes. Sua área territorial é de 508 km².

## História
O povoamento propriamente dito teve início logo após Cosme de Abreu Maciel e sua família terem se instalado nessa região por volta de 1721. Onde o mesmo requereu Data de Sesmaria ao Capitão Mor Pedro de Albuquerque e Melo para ele próprio, Ignácia Francisca Fernandes e sua descendência.  Porém, apesar da presença de Cosme de Abreu na área, foi então de fato a partir de seu descendente Manoel Antônio Fernandes de Moraes, o pai de Atanásio Fernandes de Morais e seus inúmeros descendentes, que realmente difundiu a povoação da comunidade Flores. Então, já no ano de 1856 uma epidemia da Cólera Morbus que se espalhou pela região, atacando pra valer. E receoso com o avanço da epidemia, o velho Atanásio Fernandes fez um voto de fé, prometendo construir uma capela para São Sebastião se os moradores da localidade escapassem da terrível doença. Porém, Atanásio morreu em 1960, sem conseguir cumprir o seu voto, mas sua viúva e seus filhos levaram a promessa adiante e em 1865, com a presença do Padre José Antônio de Maria Ibiapina, foi iniciada a construção da capela, e sua inauguração aconteceu com celebração da primeira missa pelo Padre Idalino Fernandes de Souza em 1865, com a presença do peregrino e dito santo Padre Ibiapina, que em uma de suas peregrinações pelo sertão ali passou. Já que economicamente, era área de rotas comerciais e criação de gado.
No desenvolvimento do município, houve a influência étnico-cultural de imigrantes italianos, judeus cristãos-novos, africanos e portugueses, permanecendo até os dias atuais a descendência de Manoel Antônio Fernandes de Moraes e sua esposa Angélica Mamede da Conceição, principalmente na comunidade Jucuri. 
Tem um rico patrimônio histórico-religioso, que aflora em ícones como a cruz do mártir José Leão, o Monte de Nossa Senhora das Graças e a Igreja Matriz de São Sebastião, um ótimo atrativo natural: o Mirante do Cajueiro, as Cachoeiras dos Tanques e a árvore Pau do Oco. Também pode-se encontrar vestígios do homem da pré-história (pinturas rupestres do Capim Açu e da Chã Preta) e achados cerâmicos dos índios Tupi, que habitavam a região antes da colonização.
Em 1865, a localidade que se chamava inicialmente Roça do Urubu, mudou o nome para Flores de Vassaurubu, e em 11 de agosto de 1873, criado Distrito de Paz pela Lei n. 684, passou a se chamar Povoado de Flores. O nome povoado de Flores está relacionado diretamente com a paisagem de várzeas cobertas de mofumbais e suas flores perfumadas que em conjunto com outras plantas fazem um grande lençol de verdura numa linda policromia. O município de Flores foi criado pelo decreto n. 62, de 20 de outubro de 1930, ato do 1 vice-governador em exercício, Pedro Velho d'Albuquerque Maranhão, e seu território foi desmembrado de Acari, com instalação ocorrendo em 24 de janeiro de 1937.
A denominação atual foi dada pelo Decreto-lei n. 268, de 30 de dezembro de 1943, substituindo o tradicional nome de Flores. A mudança aconteceu em virtude da Legislação Federal ordenando que não podia existir duas ou mais cidades com o mesmo nome. Flores já era nome de cidades nos estados de Pernambuco e Rio Grande do Sul, cujas datas de emancipação precederam a de Florânia. A mudança do nome para Florânia, foi proposta por Nestor de Lima. Integrava o território do município de Florânia, São Vicente, desmembrado através da Lei n. 1030, de 11 de dezembro de 1953, na administração do prefeito Manoel Emídio Filho, e Ten. Laurentino Cruz, criado pelo Pe. Sinval Laurentino na década de 70, desmembrado através da Lei n. 6450, de 16 de julho de 1993, quando era prefeita de Florânia, Sra. Jandira Alves de Medeiros, esposa do Pe. Sinval Laurentino.

### Paróquia de São Sebastião
Aos 5 de abril de 1904, por ato do primeiro bispo da Paraíba (no RN, não havia Diocese), Dom Adauto Aurélio de Miranda Henrique criou a Paróquia de São Sebastião de Florânia. Desmembrou-se da Paróquia de Sant'Ana de Currais Novos. O 1º Vigário foi o Pe. Inácio Cavalcanti de Albuquerque. A paróquia originalmente compreendia, além do município de Florânia, os atuais territórios de São Vicente e Tenente Laurentino, desmembrados do primeiro. No dia 26 de setembro de 2004, São Vicente passou a Paróquia, por ato do Bispo Diocesano Dom Jaime Vieira Rocha, tendo como padroeiro São Vicente Ferrer.
No município de Florânia, existem a Igreja Matriz de São Sebastião, Igreja do Santíssimo Sacramento, Capela de Nossa Senhora das Graças (Monte das Graças), Capela da Cruz de José Leão (Alto Vermelho), Capela de São José (Sítio Condado), Capela de São João Batista (Assentamento João da Cruz), Capela do Bom Jesus Aparecido (Ipueira Cercada), Capela de São José Operário (Jucuri). Em Tenente Laurentino temos a capela de São Francisco (sede do município), Capela de Nossa Senhora da Conceição (Cinco Cantos), Capela de Sant'Ana (Umarizeiro).

### Banda de Música de Florânia
A Banda de Música de Florânia remonta ao final do século XIX, quando a cidade era, ainda, chamada de Flores. O seu primeiro maestro foi o professor Manoel Fernandes, que a conduziu até 1918. Com a colaboração e apoio de imigrantes italianos de vila de Flores, entre os quais Antonio Giffoni, estabeleceu-se, inicialmente, na Escola de Instrução Primária (atual prédio da Delegacia de Polícia).
Nos anos de 1919 a 1937 a regência passou para o sargento músico Ellusipo Oscar de Oliveira. De 1941 a 1995 a Banda viveu a sua fase mais importante, tendo como maestro Marciano Ribeiro da Costa. Participou de excursões no estado da Paraíba, com apresentações em Sousa, Solânea e Patos. Nesse período venceu o I Festival de Conjuntos de Bandas de Música de Natal.
Atualmente, o conjunto musical desperta grande admiração na região do Seridó, sendo constantemente requisitado para abrilhantar festividades cívicas, religiosas ou recreativas.

### Futebol
Em 1937, foi criado o primeiro time de futebol dos floranienses. Foi denominado de "Vila Flores Futebol Clube", tendo como diretores o Padre Antônio Avelino e Clementino Araújo. Seus componentes usavam calção branco e camisa branca com listras azuis. A equipe era formada por João Grande, Zé de Bento, Oscar Freire, Rubens Freire, Inácio Bulandeira, Pereirão, Chico Moquinho, Zé Freire, Nozinho Pereira e Fernando Juvenal, tendo sido extinto em 1940.
O segundo time surgiu em 1945, com o nome de "Esporte Clube São Sebastião". Em 1949, passou a denominar-se "Esporte Clube Humaitá" que foi extinto em 1959. O time contou com a participação ativa dos jogadores: João Bernardo Neto, Eurípedes Praxedes de Medeiros, José Laurentino Cruz, Nozinho Pereira, Vicente Homero, Chico de Benta, Zé de Ana, Sebastião Vieira, João Crisóstomo, Dedé do Ouro, Fortuna, João Grande, Zé Freire, Lero, Zé de Bento, Oscar Freire, Pimenta, Manelão, Júlio Bezerra e Netinho Bobôco.

## Geografia
De acordo com a atual divisão do Instituto Brasileiro de Geografia e Estatística (IBGE), vigente desde 2017, Florânia pertence às regiões geográficas intermediária e imediata de Caicó. Até então, com a vigência das divisões em microrregiões e mesorregiões, fazia parte da microrregião da Serra de Santana, que por sua vez estava incluída na mesorregião Central Potiguar. Com 507,892 km² de área (0,9559% da território potiguar), é limitado a norte por Santana do Matos e Jucurutu a norte, a sul por Caicó e Cruzeta, a leste São Vicente e Tenente Laurentino Cruz e a oeste Caicó e Jucurutu. Está a 229 km de Natal, capital estadual, e a 2 266 km de Brasília, capital federal.
O relevo de Florânia varia entre suave e ondulado e está incluído tanto na Depressão Sertaneja quanto no Planalto da Borborema, este compreendendo as maiores altitudes e do qual fazem parte as serras de Santana e do Tapuio. A geologia é marcada pela presença de rochas do embasamento cristalino e da Formação Serra do Martins. O primeiro ocorre mais nas áreas de menor altitude e abrange as rochas dos grupos Caicó (mais antigas, com idade entre um bilhão e 2,5 bilhões de anos) e Seridó (570 milhões a um bilhão de anos), ambas do período Pré-Cambriano. Nas áreas mais elevadas estão as rochas e sedimentos da Formação Serra do Martins, provenientes da Idade Terciária, surgidas há cerca de trinta milhões de anos e, portanto, bastante recentes se comparadas ao embasamento cristalino. O ponto culminante de Florânia está na Serra da Garganta, com altitude máxima de 719 metros.
Quase todo o município apresenta o solo bruno não cálcico (luvissolo na nova classificação brasileira de solos), com drenagem de moderada a boa e fertilidade entre média a alta, apresentando textura mista, formada tanto por areia quanto por argila, porém pouco desenvolvido, por ser raso e pedregoso. Apenas em algumas áreas ocorrem os solos litólicos ou neossolo e os latossolos. Tais solos são cobertos pela vegetação da Caatinga, de pequeno porte e xerófila, isto é, adaptada a longos períodos sem chuva, quando suas folhas desaparecem. Todo o território floraniense está inserido nos domínios da bacia hidrográfica do Rio Piranhas–Açu. Passam pelo município os rios Capim-Açu, da Garganta e Quimproró, além do riacho Cachoeirinha.
Florânia apresenta características de clima semiárido Bsh, com temperaturas elevadas e chuvas concentradas nos primeiro semestre do ano. Segundo dados do Instituto Nacional de Meteorologia (INMET), referentes aos períodos de 1963 a 1990 e 1993 a 2018, e da Empresa de Pesquisa Agropecuária do Rio Grande do Norte (EMPARN), a partir do final de julho de 2020, a menor temperatura mínima registrada em Florânia foi de 13,9 °C em 1° de julho de 1964 e a máxima recorde atingiu 39,8 °C em 25 de outubro de 2023, seguido por 39,6 °C em 12 de novembro de 2021, ambos superando o recorde de 38,3 °C do INMET em 2010, nos dias 10 e 12 de março, e em 31 de outubro de 2012. O maior acumulado de chuva em 24 horas alcançou 159 mm em 1° de abril de 1965. Outros acumulados iguais ou superiores a 100 mm foram 147,6 mm em 23 de maio de 1995, 122 mm em 6 de janeiro de 1964, 115,5 mm em 2 de março de 2009 e 110,8 mm em 26 de abril de 1979.
| Dados climatológicos para Florânia | Dados climatológicos para Florânia | Dados climatológicos para Florânia | Dados climatológicos para Florânia | Dados climatológicos para Florânia | Dados climatológicos para Florânia | Dados climatológicos para Florânia | Dados climatológicos para Florânia | Dados climatológicos para Florânia | Dados climatológicos para Florânia | Dados climatológicos para Florânia | Dados climatológicos para Florânia | Dados climatológicos para Florânia | Dados climatológicos para Florânia |
| Mês | Jan                                | Fev                                | Mar                                | Abr                                | Mai                                | Jun                                | Jul                                | Ago                                | Set                                | Out                                | Nov                                | Dez                                | Ano                                |
| --- | ---------------------------------- | ---------------------------------- | ---------------------------------- | ---------------------------------- | ---------------------------------- | ---------------------------------- | ---------------------------------- | ---------------------------------- | ---------------------------------- | ---------------------------------- | ---------------------------------- | ---------------------------------- | ---------------------------------- |
| Temperatura máxima recorde (°C) | 38,8                               | 39,2                               | 38,3                               | 38,1                               | 36,6                               | 36,4                               | 37                                 | 37,5                               | 39,4                               | 39,8                               | 39,6                               | 39                                 | 39,8                               |
| Temperatura máxima média (°C) | 33,9                               | 33,3                               | 32,5                               | 31,6                               | 31,3                               | 30,7                               | 30,8                               | 32                                 | 33,5                               | 34,7                               | 34,8                               | 34,8                               | 32,8                               |
| Temperatura média compensada (°C) | 27,4                               | 27,1                               | 26,6                               | 26,2                               | 26                                 | 25,2                               | 25,2                               | 25,6                               | 26,5                               | 27,3                               | 27,6                               | 27,8                               | 26,5                               |
| Temperatura mínima média (°C) | 22,6                               | 22,5                               | 22,2                               | 22,1                               | 21,7                               | 20,8                               | 20,6                               | 20,6                               | 21,2                               | 21,8                               | 22,2                               | 22,6                               | 21,7                               |
| Temperatura mínima recorde (°C) | 16,2                               | 15,4                               | 17                                 | 16,9                               | 15,7                               | 14,9                               | 13,9                               | 14,7                               | 15,2                               | 14,9                               | 15,2                               | 15,5                               | 13,9                               |
| Precipitação (mm) | 82,6                               | 102,6                              | 171,5                              | 169,8                              | 81,7                               | 38,7                               | 21,8                               | 9,3                                | 1,7                                | 5                                  | 4,6                                | 24,1                               | 713,4                              |
| Dias com precipitação (≥ 1 mm) | 6                                  | 8                                  | 12                                 | 12                                 | 7                                  | 5                                  | 4                                  | 2                                  | 1                                  | 0                                  | 1                                  | 2                                  | 60                                 |
| Umidade relativa compensada (%) | 63,6                               | 67,7                               | 73,8                               | 76,3                               | 73,1                               | 69,3                               | 65,1                               | 60,7                               | 56,2                               | 55,5                               | 56,2                               | 58,5                               | 64,7                               |
| Insolação (h) | 211,5                              | 192,3                              | 201,1                              | 200,9                              | 204,7                              | 200,2                              | 213,6                              | 260,1                              | 275,2                              | 284,7                              | 266,5                              | 244,1                              | 2 754,9                            |
| Fonte: INMET (normal climatológica de 1981-2010; recordes de temperatura: 13/01/1963 a 31/12/1990 e 01/11/1993 a 31/05/2018) e EMPARN (recordes a partir de 28/07/2020) |                                    |                                    |                                    |                                    |                                    |                                    |                                    |                                    |                                    |                                    |                                    |                                    |                                    |

## Ensino escolar
Nascido precariamente, o ensino de Florânia (antiga Flores) teve sua evolução gradativa, envolvendo ideias alvissareiras como as empregadas, na época, pelo professor João Praxedes de Medeiros, que no seu ritmo de ensino marcou a alfabetização dessa municipalidade, cuja escolinha nasceu no prédio em que ainda em 1982 funcionava a Cadeia Pública, passando depois para a casa paroquial e o prédio onde fica hoje a Prefeitura Municipal, denominado de Palácio das Flores.
Existem em Florânia as escolas: Escola Estadual Teônia Amaral (Ens. Médio e Magistério),Escola Estadual Coronel Silvino Bezerra (Ens. Fundamental e Supletivo),Escola Municipal Macária Giffoni-Domingas Francelina das Neves (Ens. Fundamental) ,Centro de Educação Infantil Senhor Menino, e as particulares : Escola Nossa Senhora das Graças] e Centro Educacional do Saber. E na Comunidade Cajueiro funciona a Escola Municipal Aprígio Soares como extensão da Escola Estadual Teônia Amaral.